# 31 FAM
31 FAM és un grup català de trap, reggaeton, dancehall i R&B, format per sis integrants: Kid Pi (Eduard Freixas), Joey C (Joel Cosp), Lil Didi (Dídac Serra), Bandam (Ferran Vilalta), Koalekay (Alex Gil), AAA (Álex Sánchez). El grup 31 FAM va néixer a l'estudi de Joey C, un dels productors del grup, que juntament amb Kid Pi, AAA, Bandam i Koalekay van publicar la seva primera cançó oficial titulada «Fashos de Cen». L'estudi on es va compondre la primera cançó dona nom al grup, atès que es van conèixer a la casa del Joel que és al número 31, i FAM prové de la bona relació que tenen entre ells, que són com una «família».

## Trajectòria
Format a Sabadell, 31 FAM fa música urbana des del setembre de 2017, quan van penjar a les xarxes socials el seu primer senzill, titulat «Fashos de Cen». Això no obstant, el primer tema que van compondre va ser «Magdalenes», publicat pocs dies més tard. Després de cinc temes més van començar a guanyar popularitat, especialment a partir de la cançó «Sincero», la qual va popularitzar-se gràcies a l'aplicació Musical·ly i superant ràpidament el milió de visualitzacions a la plataforma YouTube. Arran d'aquest petit èxit, el grup va començar a fer bolos a discoteques properes a la seva ciutat natal, amb la incorporació del cantant Lil Didi, el més jove del grup.

Van signar un contracte amb el segell Delirics i la discogràfica Picap el novembre de 2018. El 12 d'abril de 2019 van publicar el seu primer disc, Tretze, que va incloure un total de 13 cançons. El tema «Valentina» explica la història de com coneixen una noia, essent una al·legoria de com 31 FAM està coneixent aquesta nova vida d'artista després dels seus primers èxits. L'estiu de 2019 van fer una gira catalana presentant el disc que va començar l'11 de juny a la sala Razzmatazz de Barcelona. Han col·laborat amb Lildami, Flashy Ice Cream i altres artistes.

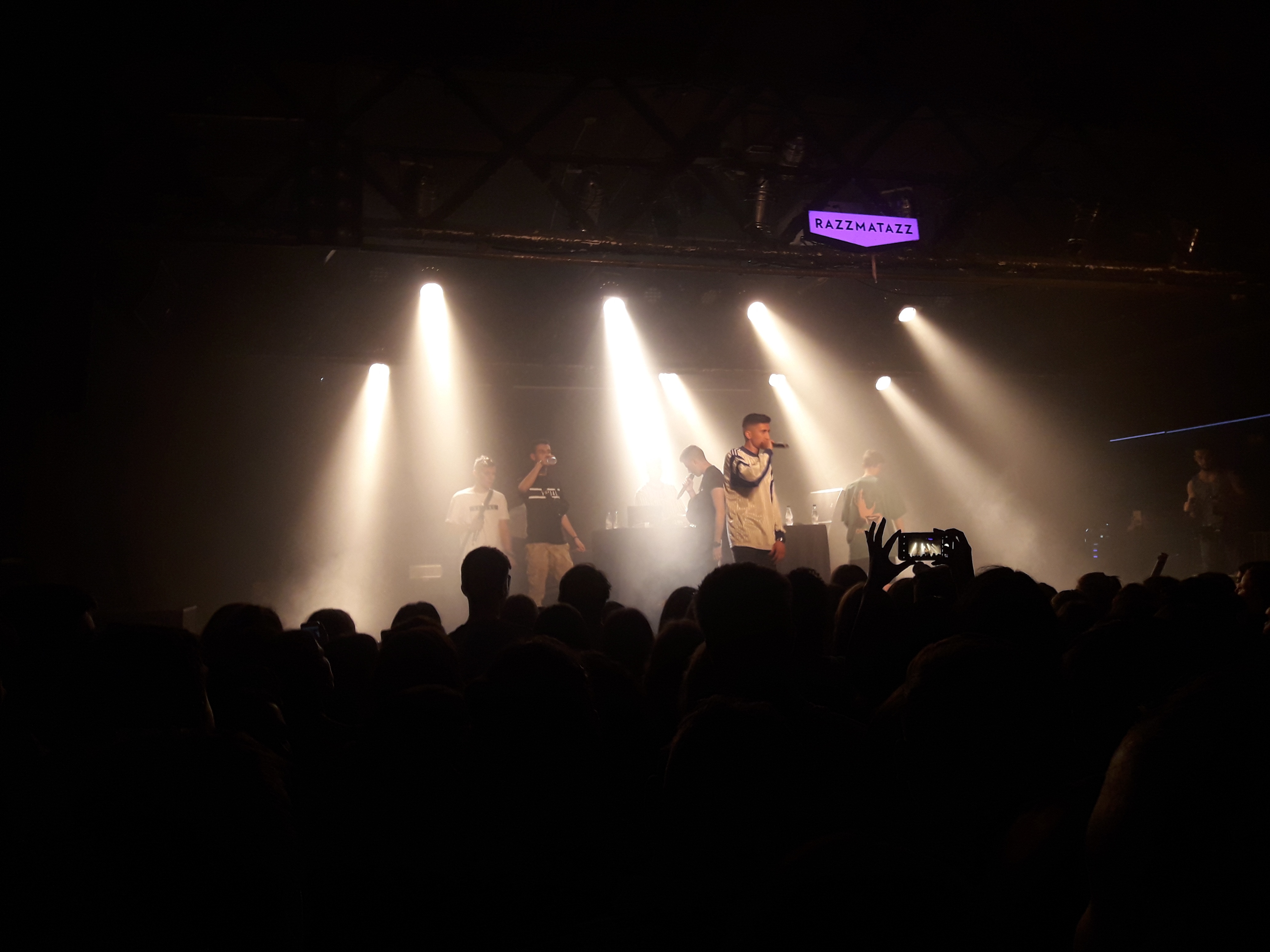
31 FAM presentant Tretze a la sala Razzmatazz

El 2020, el grup va ser nominat en les categories del Millor artista revelació del 2019 i Millor treball de hip-hop i músiques urbanes del 2019 als Premis Enderrock.
El seu segon disc es va anomenar Valhalla Vol.1, com el cel dels immortals, segons la mitologia nòrdica. Després que la segona gira fos interrompuda per l'esclat de la pandèmia de Covid-19 un dia abans que comencés el març de 2020, van seguir produint cançons i traient senzills com ara «Un plan B», «Des del primer dia» i «El nostre últim ball». El 25 de març de 2021 van anunciar la data de sortida a les plataformes digitals del seu tercer disc, Jet Lag, que es va presentar el 9 d'abril de 2021. i conté 16 cançons, a més de diverses col·laboracions amb artistes del panorama musical català.

## Estil musical i influències
31 FAM va ser un dels grups revelació de la música urbana catalana del 2018 juntament amb Flasy Ice Cream, P.A.W.N. Gang o Lildami, havent col·laborat sovint entre ells. El grup no s'encasella sota l'etiqueta de «música trap» i així ho expressen: «No portem una trap life, simplement fem música que ens agrada». Asseguren que el trap no només parla de drogues, diners, dones, i que en aquest estil musical es pot parlar de tot. Les seves lletres estan inspirades en la seva vida quotidiana i transmeten un missatge.
L'estil musical en què es basa la seva música és una fusió del trap, reggaeton, dancehall i R&B, tot i que algunes de les seves cançons són de caràcter més intimista i reservat. Sovint fan servir el castellà per aconseguir les rimes de les cançons, fet que ha estat criticat per alguns sectors socials.

## Discografia

### Àlbums
- TR3TZE (2019)
- Valhalla (Vol.1) (2020)
- JETLAG (2021)
- BONA FE (2023)
- X SI ENS VEIEM EN UNA ALTRA VIDA (2023)
- Nadal Mix 2023 (Luup Records, 2023)[12]
- R31 (2025)

### Senzills
- Fashos de Cen (2017)
- Sincero (2018)
- Magdalenes (2018)
- Males Cares (2018)
- Ferrari (2018)
- Sabor a Menta (2018)
- Valentina (2018)
- Ferran Adrià (2019)
- Contigo (Remix) (2019)
- Rip Hoe (2019)
- Te Gusto (2020)
- Un Plan B (2020)
- Un Plan B (Uzzume & Gink Remix) (2020)
- Des del Dia 1 (2020)
- El Nostre Últim Ball (2021)
- La Vida Va Bien (2021)
- WAN TUN (2022)
- X2 REAL (2022)
- MASSA FUM (2023)
- SEPTIEMBRE (2023)
- AL CANTU (2023)
- PACTE DE FAMÍLIA (feat. Good Jan) (2023)
- RAFA NADAL (2023)
- Nens del Barri (Dj Capde & Ruggy Remix) (2024)
- Un bate (2024)